# Fabrice Arfi
Pour les articles homonymes, voir Arfi.
Fabrice Arfi, né le 4 septembre 1981 à Lyon, est un journaliste français, connu pour ses enquêtes à l'origine de nombreuses révélations sur l'affaire Woerth-Bettencourt, l'affaire Karachi, l'affaire Sarkozy-Kadhafi, l'affaire des quotas de carbone et l'affaire Cahuzac.

## Biographie

### Famille
Fabrice Arfi est le fils d'une conseillère principale d'éducation (CPE) de lycée professionnel et d'Alain Arfi, avocat après avoir été, au sortir de la faculté de droit, de 1976 à 1988 inspecteur de police, spécialisé dans la fausse monnaie, à la brigade financière,,.

### Carrière de journaliste

#### Avant Mediapart
Titulaire d'un baccalauréat, il intègre en 1999 le service « Culture » du quotidien Lyon Figaro, déclinaison lyonnaise du quotidien national d'actualités Le Figaro, dont il devient le chroniqueur musical, puis assure la chronique judiciaire pendant plusieurs années. Après avoir collaboré, à Lyon, à l’AFP dans la rubrique « Police-justice », il cofonde l’hebdomadaire Tribune de Lyon, racheté en novembre 2006 par une partie de ses salariés. Il a également collaboré au Parisien/Aujourd'hui en France, à Libération et au Monde.

#### Mediapart
En mars 2008, il rejoint le pôle « Enquêtes » du site d'information en ligne indépendant Mediapart,. Vanity Fair le qualifie de « fils spirituel » d'Edwy Plenel, cofondateur et président de Mediapart.
Journaliste d'investigation, il est, avec son confrère Fabrice Lhomme, à l'origine de nombreuses révélations sur l'affaire Woerth-Bettencourt ou sur l'affaire Karachi. Il est également à l'origine des révélations sur l'affaire Sarkozy-Kadhafi et l'affaire Cahuzac.
En décembre 2024, après la condamnation définitive de Nicolas Sarkozy à un an de prison ferme sous bracelet électronique pour corruption et trafic d'influence dans l'affaire des écoutes, Fabrice Arfi a qualifié cette décision d'"historique". Il a souligné que, pour la première fois, un président de la République était condamné pour un délit de corruption, mettant en lumière l'importance de cette décision dans le paysage politique français. 
Fabrice Arfi est l'un des quatre journalistes français membres du Consortium international des journalistes d'investigation (ICIJ), avec Karl Laske, lui aussi journaliste à Mediapart, Aurore Gorius, journaliste indépendante et Édouard Perrin, journaliste à Premières Lignes Télévision.
Fabrice Arfi est l'un des porte-paroles du collectif de journalistes Informer n'est pas un délit,  formé en 2015, qui milite contre l’émergence d’un nouveau secret des affaires dans le droit français.

## Ouvrages
En 2018, il consacre son livre D’argent et de sang à la fraude à la TVA sur les quotas de carbone, qu'il qualifie de « plus grande escroquerie de l’histoire de France ». En 2023-2024, Canal+ en diffuse l'adaptation en série, réalisée par Xavier Gianolli.
En novembre 2024, Fabrice Arfi publie La Troisième Vie, une enquête approfondie sur Vincenzo Benedetto, un Roumain installé en France en 1969 et suspecté d'être un espion. Arfi consacre quinze ans à retracer la vie de Benedetto, explorant des archives et des indices pour dévoiler une intrigue mêlant espionnage et politique française.

## Distinctions
- Prix éthique d'Anticor en 2015[19],[20].